# Rabah Madjer
Rabah Mustapha Madjer (em árabe, رابح ماجر; Hussein Dey, 15 de dezembro de 1958) é um ex-futebolista e ex-técnico de futebol argelino.
Rabah Madjer foi considerado o melhor jogador argelino de todos os tempos, demonstrando ao mundo e muito particularmente aos europeus que os grandes jogadores não eram só europeus ou sul-americanos.
Também é conhecido por a "Raposa de Ouro". Segundo muitas revistas de futebol, Rabah Madjer é a melhor lenda esquecida da Europa.

## Biografia

### Jogador
Madjer nasceu em Hussein Dey nos arredores de Argel, na então Argélia francesa. Aos 14 anos passou a jogar pelas escolas do Onalait d’Hussein-Dey. Dois anos depois estreou-se com a camisola do NA Hussein Dey, iniciando a sua carreira profissional. Em 1978 o clube vence a final da Taça da Argélia e qualifica-se para a Taça africana dos Vencedores das Taças.
Se transferiu para o futebol francês, para o Racing de Paris, onde não se adaptou e foi emprestado para o Tours, outro clube francês.
Chegou ao FC Porto em 1985 e estreou em 25 de outubro, no Estádio do Restelo, na vitória por 3×2 sobre o Belenenses, onde participou dos três gols do time. Seus dois primeiros golos foram marcados 14 dias depois, no Estádio do Bessa.
Madjer foi Bola de Ouro Africano em 1987.
Em 1987, o FC Porto fez história e pela primeira vez chegou à final da Taça dos Campeões. Pela frente estava o Bayern München, um gigante do futebol europeu. Após uma primeira parte fraca dos azuis e brancos, o Bayern ganhava por 1×0 e todos acreditavam que o destino estava traçado. Sendo o momento mais alto da sua carreira quando aos 77 minutos uma jogada de Juary pela direita foi magistralmente finalizada por Madjer com um calcanhar “mágico”. Como que não satisfeito com um dos mais belos golos de sempre, Madjer avança pelo lado esquerdo e centra para Juary fazer o 2×1, dois minutos depois.
Ao todo, conquistou dez títulos no FC Porto: três Campeonatos nacionais (incluindo a temporada de estreia, em 1985/86), duas Taças de Portugal, duas Supertaças, uma Taça dos Campeões Europeus, uma Supertaça Europeia e uma Taça Intercontinental.
Jogou um ano emprestado pelo Valencia CF, mas não fez o mesmo sucesso e voltou para os Dragões, em seguida se transferiu para Qatar.

#### Seleção Nacional
Rabah Madjer torna-se fundamental na caminhada da Argélia para o Mundial de Espanha em 1982 ao apontar o último golo da vitória por 2×1 sobre a Nigéria, que confirmou a primeira presença dos magrebinos num Campeonato do Mundo.
Foi o autor de um golo na vitória da Argélia sobre a Alemanha Ocidental (2x1) na Copa do Mundo de 1982. A Argélia surpreendeu e, por pouco, não foi para a segunda fase, sendo eliminada no saldo de gols.
Também esteve na Copa do Mundo de 1986, onde caíram na primeira fase com duas derrotas e um empate.
Em 1990, Madjer liderou a Argélia na conquista de seu único título da Copa Africana de Nações, batendo a Nigéria por 1 a 0. Já havia feito outras ótimas boas campanhas na competição, como vice-campeão em 1980, terceiro colocado em 1984 e 1988 e quarto colocado em 1982.
Foi internacional pela Argélia durante 14 anos, desde 1978 a 1992, fazendo 40 golos em 87 internacionalizações.

### Treinador
Iniciou a carreira de técnico, começando pela seleção de seu país em 1993, mas brigas com a federação local e a perda da vaga na Copa de 1994 forçaram a sua saída, em 1995.
Foi treinador dos juniores do FC Porto.
Depois, ainda voltou rapidamente em 1999.
Também comandou a equipe entre 2001 e 2002, sendo demitido após a péssima atuação na Copa Africana, onde a Argélia foi eliminada na fase de grupos.
Em outubro de 2017, voltou ao comando da Seleção Nacional.

### Outros trabalhos
Trabalhou como comentarista da TV Al Jazeera.

## Títulos

### Internacionais
Seleção da Argélia
- 1 Copa das Nações Africanas de 1990

 FC Porto
- 1 Taça Intercontinental: 1987
- 1 Taça dos Clubes Campeões Europeus :1986–87
- 1 Supertaça Europeia: 1987

### Nacionais
FC Porto
- 3 Campeonato de Portugal: 1985/1986; 1987/1988; 1989/1990
- 2 Taça de Portugal: 1987/1988; 1990/1991

## Prêmios individuais
- Futebolista Africano do Ano: 1987
- Taça Intercontinental: melhor jogador - 1987
- Jogador Mundial do Século IFFHS (62º): 2000
- Seleção da Copa Africana de Nações: 1982, 1990
- Jogador africano do ano: 1987
- Melhor jogador da Copa das Nações Africanas: 1990
- Futebolista árabe do século XX: 2004
- Futebolista argelino do século XX: 2009 (com Lakhdar Belloumi)
- Eleito o quinto melhor africano do século XX
- Prêmio Golden Foot Legends: 2011
- Lendas IFFHS: 2016

Artilharias
- Liga dos Campeões da UEFA (1987/1988): 4 Gols